# World Association of Newspapers
Die 1948 gegründete World Association of Newspapers (WAN) verstand sich als weltweiter Dachverband 72 nationaler Zeitungsverbände. Des Weiteren gehörten ihr zahlreiche Vorstände von Zeitungen in über 100 Ländern und einige Nachrichtenagenturen als Mitglieder an. Im Jahr 2009 kam es zum Zusammenschluss mit der IFRA unter dem Namen WAN-IFRA.
Die WAN beschrieb ihre Ziele als
- Verteidigung der Pressefreiheit und der ökonomischen Unabhängigkeit von Zeitungen
- Leisten eines Beitrags zur Weiterentwicklung der Zeitungsbranche durch die Förderung von Kommunikation zwischen Zeitungen in aller Welt
- Förderung von Kooperationen zwischen den Mitgliederorganisationen

Die WAN hatte ihren Sitz in Paris und verlieh seit 1961 jährlich den Golden Pen of Freedom Award.